# Xaçmaz (district)
Xaçmaz (ook geschreven als Khachmaz) is een district in Azerbeidzjan.
Xaçmaz telt 164.500 inwoners (01-01-2012) op een oppervlakte van 1050 km²; de bevolkingsdichtheid is dus 157 inwoners per km².